# Opern- und Ballett-Theater Jerewan
Das Opern- und Ballett-Theater Jerewan (ausführlicher Titel: Armenisches Nationales Akademisches Opern- und Ballett-Theater, benannt nach Alexander Spendiarjan; armenisch Ալեքսանդր Սպենդիարյանի անվան օպերայի և բալետի ազգային ակադեմիական թատրոն, Transkription: Aleksandr Spendiarjani anwan operaji jew baleti asgajin akademiakan tatron, umgangssprachlich kurz Օպերա, Opera; russisch Академический театр оперы и балета имени А. Спендиаряна, Akademitscheski teatr opery i baleta imeni A. Spendiarjana, wiss. Transliteration Akademičeskij teatr opery i baleta imeni A. Spendiarjana) ist Armeniens größte und wichtigste Musiktheater- und Tanzbühne, beheimatet im gleichnamigen Gebäude im Zentrum der Hauptstadt.

## Geschichte
Der Gebäudekomplex wurde von dem armenischen Architekten Alexander Tamanjan (1878–1936) entworfen. Die Planungs- und Bauzeit erstreckte sich über die Jahre von 1926 bis 1953. Eine Vorstufe für den späteren Betrieb bildete das Opernstudio, das 1927 am Staatlichen Konservatorium Jerewan von dessen Leiter Anuschawan Ter-Gewondjan ins Leben gerufen wurde. Es umfasste Chor, Sinfonieorchester und Solisten. Der Spatenstich erfolgte 1930 während der Feierlichkeiten zum zehnjährigen Bestehen der Armenischen SSR. Im Mai 1932 kündigte die Regierung an, auf der Grundlage des am Konservatorium gebildeten Ensembles ein erstes stationäres Operntheater im Land zu gründen.
Eröffnet wurde das Theater am 20. Januar 1933 mit der Oper Almast von Alexander Spendiarjan nach einem Libretto von Sofija Parnok. Mitgründer und erster künstlerischer Leiter des Hauses war Romanos Melikjan. 1935 kam erstmals ein Ballett auf die Bühne, Tschaikowskis Schwanensee. Im selben Jahr erhielt die Einrichtung den heutigen Namen Opern- und Ballett-Theater. Der Entwurf Tamanjans, der 1936 verstarb, wurde bei der Weltfachausstellung Paris 1937 ausgezeichnet. 1939 wurde das Theater nach Alexander Spendiarjan benannt. Zunächst bestand das Haus aus einer großen geschlossenen Winterhalle, einer kleinen Sommerhalle und einer Bühne. 1939/1940 wurde der Bau nach Tamanjans Plänen unter der Leitung seines Sohnes Georgi vervollständigt. Der frühere Wintersaal erhielt 1120 Plätze, der Sommersaal wurde noch mit einer neuen Konzerthalle überbaut, der späteren Aram Chatschaturjan Konzerthalle. 1953 war der Baukomplex fertig. Das Theater bekam 1957 den Titel Akademisch verliehen.
Das Opern- und Ballett-Theater entwickelte sich nach der Eröffnung mit der Oper Almast, die über Jahrzehnte hinweg immer wieder neu inszeniert wurde, zu einem Zentrum, das neben dem klassischen Repertoire die Entstehung neuer armenischer Bühnenwerke förderte. Zu den Opernproduktionen des Hauses in den Anfangsjahren zählten außerdem 1935 Anousch von Armen Tigranjan (1912 uraufgeführt), 1935 K'adj Nazar (Brave Nazar) sowie 1938 Lusabatsin (At Dawn) von Haro Stepanjan, die erste armenische Oper über einen zeitgenössischen Stoff. Es folgten u. a. 1938 Taparnikos von Artemi Ajwasjan, 1945 Arschak II. von Dikran Tschuchadschjan, 1957 Arzwaberd von Andrei Babajew und 1967 The Ring of Fire von Awet Terterjan. Wichtige Ballettproduktionen der frühen Jahre waren u. a. 1939 Das Glück, 1947 Gayaneh und 1961 Spartakus von Aram Chatschaturjan. Zu den Dirigenten der Anfangszeit gehörten Georgi Budagjan, Konstantin Saradschew, Ruben Stepanjan, Michail Tawrisjan, der von 1938 bis 1957 amtierte, und Suren Tscharekjan.
Mehr als 200 Opern und Ballette kamen am Theater zur Aufführung (Stand 2020), das Ensemble gastierte in über 20 Ländern weltweit.

## Gegenwart
Nach mehreren Umbauten und Renovierungen, u. a. 1980 und zuletzt 2012/2013, kombiniert der Rundbau zwei getrennte Amphitheater: das Alexander Spendiarjan Opern- und Ballett-Theater mit 1120 und die Aram Chatschaturjan Konzerthalle mit 1300 Plätzen. Seit 2016 ist der amerikanische Dirigent Constantine Orbelian (* 1956) Direktor des Theaters. Nach zeitweiliger Entlassung im März 2019 erstritt er im Februar 2020 gerichtlich die Wiedereinsetzung ins Amt als Direktor.

## Anmerkung
1. 1 2  Die verfügbaren Quellen weichen zum Teil bei den Datumsangaben zur Baugeschichte geringfügig voneinander ab. Auch bei der Platzzahl, die nach anderen Quellen bei 1260 (Opern- und Ballett-Theater) und 1400 liegt (Aram Chatschaturjan Konzerthalle).